# Banyutus hesione
Banyutus hesione är en insektsart som först beskrevs av Banks 1911.  Banyutus hesione ingår i släktet Banyutus och familjen myrlejonsländor. Inga underarter finns listade i Catalogue of Life.